# Bulbinella graminifolia
Bulbinella graminifolia är en grästrädsväxtart som beskrevs av Pauline Lesley Perry. Bulbinella graminifolia ingår i släktet Bulbinella och familjen grästrädsväxter. Inga underarter finns listade i Catalogue of Life.